# 야스퍼르 헤이더
야스퍼르 헤이더(네덜란드어: Jasper ter Heide, 1999년 3월 29일~)는 네덜란드의 축구 선수이다.

## 구단 경력
2018년 8월 17일, 로다 JC와의 경기에서 63분에 교체 선수로 투입되며 데뷔전을 치렀다.
2023년 1월 31일 캄뷔르와의 계약은 상호 동의에 의해 종료된 뒤 2023년 3월 15일, 스페인의 라 누시아와 계약했다.